# Hospital Geral da Japuíba
O Hospital Municipal da Japuíba é uma unidade hospitalar inaugurada na cidade de Angra dos Reis no ano de 2014. A unidade atende a população angrense e das cidades vizinhas de Rio Claro, Paraty e Mangaratiba.
O hospital, que começou a ser construído em 2005, tem 10 mil m², e conta com pronto-socorro municipal, uma unidade para pacientes graves, enfermarias masculina e feminina, enfermaria psiquiátrica, sala de gesso, um centro de imagem com raio-x, tomografia e ultrassonografia, além do centro de oftalmologia.
A unidade é mantida pelos governos municipal, estadual e federal.
Em março de 2016 a Unidade de Pronto Atendimento (UPA) que funcionava próximo ao hospital foi fechada e seu atendimento foi transferido para o HGJ. A justificativa da prefeitura do município é a crise financeira. A Secretaria de Saúde afirma que o governo do Estado deixou de repassar para a UPA a quantia de R$ 4,4 milhões em um ano. Já a Secretaria Estadual de Saúde disse estar trabalhando junto com a Secretaria de Fazenda para regularizar a situação, porém explicou que a responsabilidade de manter a UPA funcionando é do município, que também recebe recursos do governo federal.